# Stanley Sadie
Stanley John Sadie (* 30. Oktober 1930 in Wembley; † 31. März 2005 in Cossington) war ein britischer Musikwissenschaftler und Musikkritiker. Sadie promovierte 1958 an der Universität Cambridge. Seine Dissertation trägt den Titel The British Chamber Music 1720–1790.

## Leben
Stanley Sadie war von 1957 bis 1965 Professor am Trinity College of Music in London. Ab 1964 arbeitete er bis 1981 für die Tageszeitung The Times als Musikkritiker und von 1967 bis 1987 als Mitherausgeber der Zeitschrift The Musical Times. Seine wichtigste Tätigkeit war jedoch die Herausgabe der 6. Ausgabe des Grove Dictionary of Music and Musicians, ursprünglich von George Grove gegründet, im Jahre 1980. Sadie überarbeitete das Werk deutlich, dehnte es von 9 auf 20 Bände aus und versah es mit dem Namenszusatz The New, als nun The New Grove Dictionary of Music and Musicians. Unter Sadies Federführung erschien 2001 die siebte Ausgabe, nun auf 29 Bände ausgedehnt. Das Grove Dictionary gilt heute als die wichtigste Enzyklopädie der Musikwissenschaft.
Seiner Initiative zu verdanken ist das Handel House Museum in London-Mayfair.
2005 wurde er mit dem Händelpreis der Stadt Halle (postum) geehrt.

## Weitere Veröffentlichungen (Auswahl)

### Als Autor
- 2005: Mozart: The Early Years, 1756–1781. ISBN 978-0-393-06112-3
- 1995: Guia Akal De La Musica. ISBN 978-84-460-0424-0
- 1990 (mit Alison Latham): The Cambridge Music Guide. ISBN 978-0-521-39942-5
- 1988 (mit Anthony Hicks): Handel Tercentenary Collection. ISBN 978-0-333-42882-5
- 1986: Mozart Symphonies. ISBN 978-0-563-12769-7
- 1986: Stanley Sadie’s Music Guide. An Introduction. ISBN 978-0-13-607929-3
- 1986 (mit Deryck Cooke): The New Grove Late Romantic Masters: Bruckner, Brahms, Dvorak, Wolf. ISBN 978-0-393-30101-4
- 1973: Handel Concertos. ISBN 978-0-295-95227-7
- 1967: Beethoven. ISBN 978-0-571-08094-6
- 1964 (mit Arthur Jacobs): The Pan Book of Opera. ISBN 978-0-330-26843-1 (in den USA unter dem Titel Opera. A modern guide ab 1972 veröffentlicht)
- 1962: Handel. Neuauflage 1981. ISBN 978-0-7145-0267-0

### Als Herausgeber
- 2000: Puccini and His Operas. ISBN 978-0-312-24418-7
- 2000: Mozart and His Operas. ISBN 978-0-312-24410-1
- 2000: Wagner and His Operas. ISBN 978-0-333-79021-2
- 1999: Verdi and His Operas. ISBN 978-0-312-24431-6
- 1996: Wolfgang Amade Mozart: Essays on his Life and his Music. Adelphi Papers. ISBN 978-0-19-816443-2
- 1990: History of Opera. ISBN 978-0-393-02810-2

## Quelle
- Brockhaus Riemann Musiklexikon, Band 4, S. 82.

## Weblink
- Literatur von und über Stanley Sadie im Katalog der Deutschen Nationalbibliothek